# Cascade Főiskola
A Cascade Főiskola az Amerikai Egyesült Államok Oregon államának Portland városában található bölcsészettudományi magánfőiskola volt. A Krisztus Egyházaihoz köthető intézmény az Oklahomai Keresztény Egyetem telephelyeként működött. Pénzügyi problémák miatt 2009-ben megszűnt.

## Története
Az 1956-ban alapított intézmény pénzügyi problémái miatt regionális akkreditációját visszavonták. Az Oklahomai Keresztény Főiskola vállalta az intézmény fenntartását; az átalakulás 1994 őszén történt meg. A telephelyet az Észak-amerikai Főiskolák és Intézetek Szövetsége, valamint Oregon állam is akkreditálta.
2008-ban bejelentették, hogy anyagi problémák miatt az intézményt a 2009-es tanév végén bezárják.

## Kampusz
A Columbia Christian Schools 2012-ben vásárolta meg a 4,5 hektáros területet az Oklahomai Keresztény Egyetemtől és a Cascade Inc-től a „portlandi keresztény oktatás megmentése” érdekében.

## Oktatás
A főiskola nyelvi, üzleti és vallási képzéseket is folytatott, de anyaintézményén keresztül hallgatói külföldön is tanulhattak.

## Hallgatói élet
Az intézménynek voltak társas és oktatássegítő közösségei, volt dráma- és pszichológiaköre, valamint színháza is.

## Sport
A Cascade Thunderbirds sportegyesület a National Association of Intercollegiate Athletics tagjaként a Cascade Collegiate Conference-ben játszott. Kabalájuk a mennydörgésmadár volt.

## Vitás ügyek
Az Oklahomai Keresztény Főiskola kiadásai (például egy harmincmillió dolláros óratorony felállítása) tükrében többen megkérdőjelezték az intézmény bezárásának szükségességét.

## Fordítás
- Ez a szócikk részben vagy egészben  a   Cascade College című angol Wikipédia-szócikk ezen változatának fordításán alapul.  Az eredeti cikk szerkesztőit annak laptörténete sorolja fel. Ez a jelzés csupán a megfogalmazás eredetét és a szerzői jogokat jelzi, nem szolgál a cikkben szereplő információk forrásmegjelöléseként.